# Simpatogonia
Las simpatogonias son células madre derivadas de la cresta neural que dan origen a estructuras del sistema nervioso autónomo (SNA) durante el desarrollo embrionario. Emigran lateralmente con respecto a la notocorda y forman la cadena simpática posterior en la quinta semana de gestación, migran a la corteza suprarrenal en la sexta y acaban desarrollándose en feocromocitos en la duodécima. Son células pequeñas, con núcleo hipercromático y citoplasma escaso. Existen tumores formados por células derivadas de la simpatogonia, como el neuroblastoma y el ganglioneuroma.